# Плат (окръг, Уайоминг)
Вижте пояснителната страница за други значения на Плат.
Окръг Плат (на английски: Platte County) е окръг в щата Уайоминг, Съединени американски щати. Площта му е 5467 km², а населението – 8605 души (1 април 2020). Административен център е град Уийтленд.